# شویانگ، فوجیان
شویانگ، فوجیان (به لاتین: Shuyang) یک شهرک در جمهوری خلق چین است که در شهرستان نانجیانگ واقع شده‌است. شویانگ ۴۸۴ متر بالاتر از سطح دریا واقع شده‌است.